# Аліатт I
Аліатт I (д/н — 747 до н. е.) — цар Лідії в 761/759 —747 роках до н. е.

## Життєпис
Походив з династії Тілонідів (Гераклідів). Син царя Арда I. Панував протягом 14—13 років. Був сучасником і васалом фригійського царя Гордія I.
Йому спадкував син Менес.